# Marko Maroši
Marko Maroši (* 23. října 1993) je slovenský fotbalový brankář a mládežnický reprezentant, od roku 2014 působí v anglickém klubu Doncaster Rovers.

## Klubová kariéra
V Anglii hrál za Wigan Athletic. V srpnu 2014 podepsal dvouletou smlouvu s Doncasterem Rovers, který zrovna sestoupil do Football League One (anglická třetí liga).

## Reprezentační kariéra
Maroši je reprezentantem Slovenska v kategorii do 21 let.